# New York State Route 194
New York State Route 194 (NY 194) war eine State Route im Lewis County und die einzige Straße in diesem County, die 1980 abgestuft wurde: State Route 194 wurde erstmals bei der Neunummerierung der New York State Routes 1930 ausgewiesen. Die Strecke hatte ihren südlichen Endpunkt an der Kreuzung mit der New York State Route 177 in Barnes Corners. Sie führt von dort nach Nordosten und endete an der Kreuzung mit der New York State Route 12 in Copenhagen. Seit der Abstufung im Mai 1980 ist sie in voller Länge als Lewis County Route 194 ausgewiesen.

## Streckenbeschreibung
State Route 194 begann an der Kreuzung mit New York State Route 177 im Weiler Barnes Corners. Sie führte nordwärts zur Kreuzung mit der County Route 21, wo sie nach Nordosten knickte. NY 194 führte in die Pickney State Reforestration Area hinein. McDown Road, eine Fahrpiste, kreuzte NY 194 kurz bevor die Strecke der Weiler Forks Number Two erreichte. Von dort aus führte die State Route zu ihrem Endpunkt in Richtung Copenhagen. In Pinckney änderte die State Route 194 mehrfach ihre Richtung, bis sie den Weiler Pinckney Corners erreicht. Von da an kam die Strecke Copenhagen immer näher.
State Route 194 ließ Pinckney hinter sich und gelangte auf das Gebiet Copenhagens, der größten Siedlung im Lewis County, etwa 1,3 km nördlich von Pinckney Corners. Die Straße führt hinunter ins Zentrum der Stadt. Downtown liegen an der früheren Route 194 einige Gewerbebetriebe und das Schulzentrum. Sie endete schließlich an der Kreuzung mit der New York State Route 12.

## Geschichte
State Route 194 wurde bei der Neunummerierung der New York State Routes 1930 erstmals zwischen Barnes Corners und Copenhagen ausgewiesen. Die Strecke blieb für fünf Jahrzehnte bestehen, bis sie am 12. Mai 1980 in die Kompetenz der Countyverwaltung des Lewis Countys übertragen wurde, der bereits am 1. April jenes Jahres die Unterhaltung von der Staatsregierung übernommen hatte. New York State Route 194 wurde durch due Lewis County Route 194 ersetzt.